# 7002 Bronshten
7002 Bronshten (1971 OV) là một tiểu hành tinh bay qua Sao Hỏa được phát hiện ngày 26 tháng 7 năm 1971 bởi N. S. Chernykh ở Đài vật lý thiên văn Crimean.